# ミルメーク

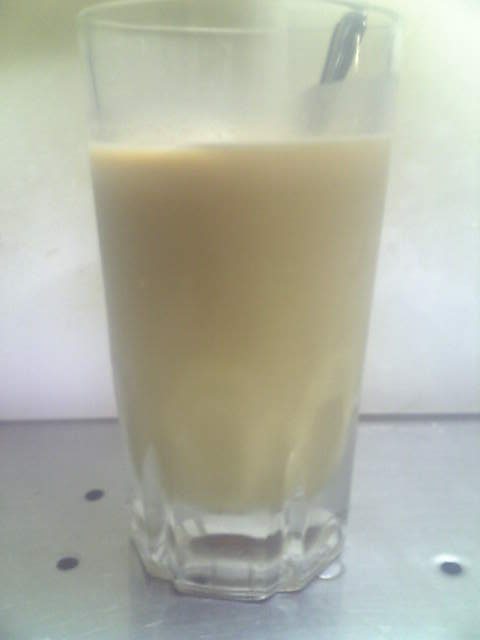
ミルメークコーヒーを溶かした牛乳

ミルメークは、大島食品工業の製造する牛乳用調味料。同社の登録商標（第1097971号）である。

## 沿革
ミルメークが発売されたのは、1967年（昭和42年）のことである。名称は「ミルクで作る（メークする）」ことに由来する。
商品発売の時代背景としては、昭和30年代に学校給食が脱脂粉乳から牛乳（ガラス瓶入り）への移行が進んだことが挙げられる。カルシウムやビタミンなどの栄養価が高い脱脂粉乳から牛乳への切り替えには、栄養士から子供の栄養不足を危惧する声があった。
大島食品工業（当時の名称は大島製薬所）は学校給食用食材の製造を手がけており、小分けしたふりかけや、牛乳と混ぜて作る「プリンのもと」などを製造していた。昭和40年代初頭、栃木県の学校給食会より、移行によって不足する栄養を補い、また子供がおいしく残さず飲めるための商品開発の依頼を受けた（脱脂粉乳を残す子供への対策であったとする記事もある）。
1967年（昭和42年）に「コーヒー牛乳の素」としてミルメーク（粉末タイプ）を発売した。牛乳が苦手でもミルメークを混ぜると飲める子供が増えたため、全国の学校給食に普及した。
当初はコーヒー味、いちご味、ココア味といった粉末状の商品のみだったが、テトラパック牛乳の普及に伴い、1978年（昭和53年）ストロー差し込み口から注入できるチューブ入りの液体タイプも開発された。
1993年（平成5年）からは家庭用商品を投入。市販展開によりスーパーや百円ショップで店頭販売されている。

## 販売・販路
2014年（平成26年）の年間出荷数は約1420万食で、うち学校給食用が約980万食であった。2016年（平成28年）の数字として、市販用出荷数2300万食、給食用出荷数約1200万食とする報道もある。2016年（平成28年）時点での報道によれば、ミルメークは全国47都道府県すべてにおいて、いずれかの市町村が小学校の給食に採用している。学校給食への出荷量は、少子化の影響で減少傾向にあるという。2010年代中盤現在、ミルメークの高い知名度を活かし、他企業とのコラボレーションによる一般向けの商品開発を進めている。

### 名古屋市の学校給食とミルメーク
2016年の報道によれば、愛知県では名古屋市以外の全市町村がミルメークを採用しているが、製造元の本社のある名古屋市では採用がなかった（2018年1月時点の報道によれば、校長の裁量で採用している小学校があったという）。これは、名古屋市教育委員会に「牛乳は白いまま、本来の味をそのまま味わってほしい」という方針があったためである（名古屋市立小学校の給食は市教育委員会が一律で決定している）。また大島食品工業側も、創業者の友人が名古屋市役所に多かったため、その関係で採用されたと思われないよう、積極的な売り込みを遠慮した事情があったという。
2018年の名古屋市議会で、飲み残された牛乳の問題が取り上げられ（名古屋市の小学校では2017年度に推定84万本、約4300万円分の牛乳が飲み残されて廃棄された）、対策としてミルメークを代表格とする牛乳用調味料の導入が検討されることとなった。2019年秋に試験導入が実施された際には、SNSなどでも話題となった。試験導入の結果、廃棄量の減少が報告された学校もあり、児童アンケートでも半数から好意的な回答があったものの、やはり好きではないという回答も一定数あった。このため、2020年度では本格導入には至らず、希望する学校が選択できるようにして引き続き効果を確認するという。

## 種類
2018年現在、コーヒーの他ココアやイチゴなど8種類の味を販売する。このうち、コーヒー味が売り上げの7割を占める。過去には「胡麻きなこ味」や「ピーチ味」も販売していたが、売り上げが伸びず販売中止。一方、2013年には廃番となっていた「紅茶味」をリニューアルして復活させている。
学校給食用に粉末もしくは顆粒で8フレーバー、液体タイプで3フレーバー。家庭用に個包装のもの、大袋タイプのものがあるほか、製菓材料として提供されている「クッキング用ミルメーク」もある。

## 大衆文化において
- 2019年（令和元年）には、学校給食を題材としたテレビドラマ『おいしい給食』第2話で取り上げられている[14]。